# OGame
《OGame銀河帝國》是一款使用网页浏览器進行的战争游戏，德國公司Gameforge於2002年10月3日在德國首次運行，目前已在27個國家發行。

## 遊戲設定

OGame星球概況頁

遊戲將伺服器稱之為「宇宙」，每個宇宙有九個銀河系、每個銀河系有四百九十九個太陽系，而每個太陽系有十五個行星。每位玩家最初擁有一顆星球，稱為「母星」（這個名字是可以被玩家重新命名的），該星球的位置隨機分佈於任意太陽系的4號~12號星球上。玩家首要任務是發展母星，並且對外殖民其它星球，每個玩家可以利用提昇研究等級增加可殖民星球數。建築、戰鬥與防禦都是發生在星球和月球上的。

## 資源
OGame裡有五種資源，分別是：金屬（Metal）、晶體（Crystal）、重氫（Deuterium）、能源（Energy）和暗物質（Dark Matter）。
- 金屬是遊戲中最基本的資源，可透過星球上的金屬礦建築來開採，每顆星球皆有一个基本產量。金屬在遊戲中大量用以建造星球上的建築物和防禦、建造船艦和研發科技。
- 晶體則是第二常見的資源，可以透過晶體礦來開採，每颗星球皆只有金属一半的基本產量。晶體在遊戲中用作建造建築物、防禦或船艦的量較少，但是會大量用於研發科技。
- 重氫藉由重氫合成器來獲得，在沒有重氫合成器的情形下，星球是不會產出重氫的。重氫在遊戲是用作艦隊航行的燃料、研發科技、閱覽銀河系頁面和掃描其他玩家的艦隊行蹤。

獲得以上資源的方式除了上述的三種建築以外，還可以透過在廢墟回收星際殘骸（除了重氫没有回收）、掠奪其他星球、探險外太空、玩家間的交換和商人交易獲得。
- 能量則是被用來支持金屬礦、晶體礦和重氫合成器运行所需的能源。
- 黑暗物質（或暗物质）主要是透過金錢來購買，艦隊探險中也可以取得少量的黑暗物質，玩家透過黑暗物質可以購得增值附加功能，如更好的功能和更佳的介面，游戏属性暂时提升，利用外部货币完成内部游戏资源交易等。

## 建築
星球上的建築用來蒐集資源、生產電力、儲存資源、生產艦隊以及研究科技。OGame中的建築物和其它遊戲不同，玩家先建造該建築物然後「升級」它，而升級建築可以提供更多的好處，例如升級金屬礦可以提高金屬產量，升級造船廠可以增加船艦和防禦的建造速度。
部分伺服器中会新增了ACS聯合作戰防御系統，建築頁面多了一個聯盟太空站的建築。

### 方圓
當玩家殖民到一顆星球時，系統會以亂數來決定該星球的方圓，但是根據不同的位置會有其大小不同出現的機率，每當玩家建造或是升級一個建築物，便會用掉一方圓，當方圓被用完時，就沒辦法建造或升級建築物了。玩家在後期可以透過地形改造器來增加方圓，但是這個建築的前置科技非常昂貴，而且能夠增加的方圓也比較有限，因此殖民時挑選方圓大的星球是非常重要的。建築物可以被拆除（降級），但不會將資源退回，反而需要花費額外的資源來拆除，拆除後使用的方圓會被回復。母星的方圆全相同（除使用过方圆扩展建筑或道具外）

## 戰鬥
OGame的戰鬥發生在星球外的衛星軌道上，戰鬥只發生在一瞬間，完全由電腦運算。一場戰鬥具有1至6回合，每艘船艦在每回合發射一次（除了快速射擊），每艘船艦都有防護罩，在每回合都會回復，當船艦的防護罩在一回合內被打穿時，就會傷到結構，當結構值少于完整结构的70%時，就有機會被摧毀，若结构值为0，舰船就直接爆炸。攻擊的目標是隨機的，一門等離子武器可能打中一艘戰列艦，或是一部輕型戰鬥機，但相較之下用一支等離子武器打下輕型戰鬥機極為的浪費。
一旦有一方全滅，戰鬥就會結束。但是如果六回合內仍然沒有分出勝負來，戰鬥會以平手作結。如果攻擊方取得勝利，他將能夠劫掠對方星球上的資源。
在3.0版本之后添加了两种战斗附加值，如果是體面戰鬥將可掠奪到75%的資源，如果攻擊海盜，將可掠奪100%的資源。同時攻擊海盜會有50%的廢墟。
假若您面對一名壓倒性優勢敵人的攻擊時，您的艦隊能得以逃脫，如果對方實力與你為五比一，防禦艦隊將會脫逃，但是失格戰鬥無法脫逃。
在戰鬥中被摧毀的船隻，其建造所需資源（不含重氫）的30%（普遍设定，具体视服务器设定）會成為太空廢墟而漂浮在軌道上。除非是在有“防禦成為廢墟（Defence to Dust，D2D）”設定的伺服器中，否則被摧毀的防禦設備不會形成廢墟。廢墟可以用回收船进行回收，供回收方利用。
戰鬥只能摧毀星球上的船隻和防禦武器，以及掠奪資源。無法摧毀建筑物、奪取對方科技或者摧毀對方行星。但是月球是可以被摧毀的。一旦月球被摧毀，月球上的所有建筑物也都跟著消失。詳見月球篇。

### 快速射擊（Rapid Fire，縮寫為RF）
艦隊具有快速射擊的能力，這是防禦設施所沒有的。快速射擊操作如下：
1. 一艘船艦對某目標射擊之後，查看它對該目標是否有快速射擊，若有，設它為n，否則結束攻擊。
2. 隨機生產一個0-1之間的數，再與{\displaystyle r={\frac {n-1}{n}}}[2]比較，若這個數小于等于r，執行(3)，否則結束攻擊。
3. 隨機選擇一個目標攻擊，回到(1)。

注意這裏的隨機選擇的目標，可能是已經被摧毀的船或防禦，但攻擊的艦船仍然會繼續進行射擊(雖然沒有用)，并照常決定是否快速射擊。
這使得一個艦船可以在一回合內攻擊數次，使對方艦隊或防禦數量大大減少。

### 炮灰
炮灰是指用大量的，制造成本低的小型船艦保護制造成本高的大型船艦的一种战术名称。因為戰鬥系統中打到每一台船艦的機率都是相同的，如果對方以強力的武器攻擊價值較低的船艦，對方的强大火力就会被浪費掉。例如以一萬台輕型戰鬥機和一千台戰列艦進行攻擊，由於一座等離子武器一回合只能摧毀一台輕型戰鬥機或是一台戰列艦，在此情況下，等離子武器打到戰列艦的機率只有11分之1，這會比純粹使用兩千台戰列艦進行攻擊造成的損失還要少。

## 船舰防御
船隻，防禦武器，星際導彈與攔截導彈均是在造船廠內建造。它們共用造船廠的流水線。這意味著在下令製造一些船隻之後，必須要等它們全部完工，才可以在同一顆星球上建造防禦武器。同時，它們還有一個共同的特點，就是建造命令一旦下達就不可取消。與它們相反，建築物建造，科技研發都可以中途取消並退還全部花費的資源。

### 船艦
OGame是以戰鬥為主的遊戲，船艦當然極度的重要，玩家可以使用艦隊攻擊和掠奪別人，一個好的艦隊編制應該具有各式的攻擊船艦，當星球遭受攻擊時，星球上的所有船艦都會參與戰鬥。除了戰鬥功能的船艦以外，OGame也有運輸、探測、殖民等用途的船隻，例如大型運輸艦可以用在星球間的物資運送，殖民船用來殖民其它的星球，回收船能用來回收漂浮在宇宙間的殘骸，間諜衛星用來探測其他玩家的星球概況等。船艦中只有太陽能衛星不能移動。

### 防禦

OGame防禦頁面

防禦是建築在星球上的武器，它的運作方式和艦隊是一樣的，但不能移動。當敵方艦隊來襲時，所有防禦設施都會參與戰鬥，被摧毀的防禦有70%的機率被修復。
星際導彈是用來摧毀敌方防禦的武器，被星際導彈摧毀的防禦無法被修復，攔截導彈是唯一能抵禦星際導彈的武器，一枚攔截導彈可以摧毀一枚星際導彈。導彈攻擊後，餘下的導彈也不會回到派遣的星球，而是消失，所以要計算好大約要多少顆導彈才能剛好摧毀所有防禦。

## 科技研究
玩家透過研究實驗室來研發科技，研究是建造高级船艦、防禦和建築的基礎，某些研究也需要研發其它研究才能被研發。研究升級的運作方式和建築相同，每個玩家都可以持續的升級，某些研究會提供玩家利益，某些研究只是生產某一單位的必要科技。研究的時間隨著研究實驗室的提升而減少，另外也可以透過跨銀河研究網路來連結各星球的研究實驗室，進而加快研究速度。研究是無法被降級的。

## 艦隊命令
和其它遊戲不同，OGame只允許玩家命令艦隊前往何處和做什麼，艦隊在中途飛行中是不会被攻擊的，艦隊的活動也只能被其他玩家的密集感應陣所偵測。

### 船艦保護
由於玩家不可能24小時監控OGame，當玩家下線時，在星球上的艦隊容易被其它玩家袭击，因此玩家發展了一種技巧稱作Fleetsave（FS，直译为船舰保护），FS是指玩家下線後，將艦隊載著資源派至別處，並設定時間使舰隊在玩家下次上線時及時回来，由於艦隊在飛行途中是不能被攻擊的，這段時間可以保障艦隊和資源的安全。
但某些玩家會使用感應陣列或通過對時間、資源產量和周圍星球狀態的觀察與計算來偵測或推测出你的艦隊返回時間，然後在艦隊返回後幾秒攻擊，這種方式讓玩家沒有辦法躲避戰鬥，稱為「追秒」或「秒追」。密集感應陣無法追蹤派遣後又被召回的艦隊，但在召回前仍然是可以被掃描到的。也無法監視月球和戰場廢墟。

## 銀河系
OGame裡一個宇宙分為若干個銀河系（1～9或6等，视服务器设定），每個銀河系又有若干個太陽系（1～499），而每個太陽系又有十五顆星球（1～15）和外太空（16）。一顆星球座標可以標示為[1:1:2]，看法就是第一銀河系第一太陽系的第二個星球。銀河系與太陽系是環狀的，這意味著第一銀河係到第九銀河系的距離，是相同於第一到第二銀河系的。太陽系同理。
玩家可以在遊戲中透過銀河系頁面來查看太陽系的狀況，每顆星球的名稱和玩家的名稱，以及星球是否有殘骸和月球圍繞。一個太陽系以1~3號星距離恆星最近（溫度最高），13~15號星距離最遠（溫度最低），这6个星球一般方圆都比较小，而方圓大的星球通常分布在4號至6號，或因伺服器而改變。16號星球（外太空）是用來探索時使用的，詳見探索。

## 探索
當玩家擁有探險科技後，可以派遣艦隊至每個太陽系的16號星進行探險。探險中玩家可能遭遇不同的结果，如没有發現任何東西、找到帶有資源的小行星、發現黑暗物質、擄獲無人船艦、遭遇海盜和外星人的攻擊，甚至是被黑洞摧毀你所有的船艦，航行中也有可能遇到導航錯誤的结果而造成返回時間的延長或縮短。玩家最多可以派遣探索的艦隊數為探索科技的平方根，而探險最長時間為探險科技等級數個小時。

## 月球
當玩家在星球上發生戰鬥時，被摧毀的艦隊會成為殘骸，若殘骸數量超過十萬便有機會形成月球，每十萬殘骸便會增加1%的機率形成月球，最高為20%（即兩百萬殘骸），超過兩百萬的殘骸形成月球的機率也是20%。
月球可以建築三種特殊建築，分別是月球基地、密集感應陣和空間跳躍門，月球基地可以提供月球方圓以供建造其他建築物，密集感應陣可以用來掃描其它玩家的艦隊活動，空間跳躍門則可以讓你快速移動艦隊至另一個空間跳躍門，但跳耀無法攜帶資源。由於月球無法進行資源的開採，所以月球可以被用來存放大量的資源。戰鬥亦可在月球進行，月球可以停靠艦隊或是建造防禦設施。
與行星不同，月球無論尺寸如何，初始都只有1方圓。若要獲得額外方圓，必須建造月球基地。月球基地能夠提供3個方圓，但是本身也佔用1方圓。因此，在月球上建造高等級建筑的花費非常高昂。月球的直徑不會達到或者超過9000公里。
除外，月球是可以被摧毀的。但是只有死星可以摧毀月球。將帶有死星的艦隊的行動目標設定為別人的月球時，會有一個“毀壞”的作戰指令，用於摧毀月球。艦隊到達敵方月球後，會先與敵方武力交戰，戰勝之後若還有死星存活，則開始摧毀月球。
摧毀月球的行動並不總是成功的。這取決於派遣的死星的數量以及月球本身的大小。月球越小，死星越多，成功的機率越大。一般來說，直徑為8000公里以上的月球，若要達到100%摧毀的概率，需要100顆以上的死星，這通常遠遠超過月球本身的價值。此外，摧毀月球的過程中，死星以及所有隨從艦隊也有可能反被月球摧毀。這個機率只與目標月球的大小有關。月球越大概率越高。
一旦月球被摧毀，月球上的所有建筑也將消失。此外，原本以月球為目標的艦隊，將改為以同坐標的星球為目標。

## 聯盟
聯盟是由一群玩家組成的團體，聯盟主要用來協助攻擊或防禦、分享間諜報告、分享遊戲心得和幫助新玩家等。聯盟玩家可以使用聯合攻擊系統（ACS）來協同攻擊和防禦，進而減少損失。聯盟包含一個外部文字對外宣佈訊息和內部訊息僅供聯盟成員觀看，聯盟玩家也設有等級，每個等級具有不同的權限，某些聯盟也擁有聯盟自身的網頁或論壇。

## 積分排名
當玩家每使用1000單位的金屬、晶體或重氫便會得到一積分，例如建造一艘導彈艦需要50,000金屬、25,000晶體和15,000重氫，總共需要90,000單位的資源，每建造一艘導彈艦便會得到90分，當這艘導彈艦被摧毀時，也損失90分，建築和研究的積分也被計算在其中，但航行消耗的燃料（重氫）將不會被列入計算。簡而言之，積分只計算玩家所擁有的東西（不包括累積資源）。
OGame具有內建的排名系統，列出該宇宙內所有玩家和聯盟的積分、艦隊積分和研究分（每級研究一分），而聯盟積分可以分為總分和聯盟內玩家的平均分數。OGame也具備新手保護系統，在玩家突破一定分數之前，玩家只能被為自己積分20%至500%分數的人攻擊，相同的，你也只能攻擊這些人。

## 游戏管理
OGame中玩家的每一項動作都是能被遊戲維護員／超級維護員／管理員（GO/SGO/GA）所監控的，管理人員可以封鎖違反遊戲規則的玩家，被封鎖的玩家會在一張封鎖名單中出現，並且顯示封鎖你的管理員和原因。若玩家能夠提出合理解釋，帳號是可以被解除封鎖的，遊戲中已設置一套申訴機制，玩家是可以按機制逐層向遊戲管理人員申訴的，但遊戲管理團隊保有更動最後判決結果的權力。

## 目前各國伺服器狀況
| 語言             | 開始運行日期   | 宇宙數 | 備註                   |
| ---------------- | -------------- | ------ | ---------------------- |
| 德語             | 2002年10月3日  | 26+10  |                        |
| 英語             | 2004年9月13日  | 15+5   |                        |
| 芬蘭語           |                | 2      |                        |
| 法語             | 2004年9月23日  | 27+9   |                        |
| 西班牙語         | 2004年10月26日 | 26+6   |                        |
| 波蘭語           | 2005年1月20日  | 26+5   |                        |
| 俄語             | 2005年1月20日  | 20+3   |                        |
| 简体中文（中国） | 2006年4月4日   | 9      | 2009年停止运作         |
| 正體中文（台灣） | 2005年1月27日  | 6      |                        |
| 土耳其語         | 2005年3月2日   | 25+8   |                        |
| 波士尼亞語       | 2005年5月27日  | 7+3    |                        |
| 荷蘭語           | 2005年5月27日  | 14+4   |                        |
| 義大利語         | 2005年5月30日  | 24+4   |                        |
| 葡萄牙語         | 2005年8月11日  | 13+4   |                        |
| 丹麥語           | 2005年11月28日 | 7+2    |                        |
| 葡萄牙語（巴西） | 2006年4月6日   | 19+2   |                        |
| 韓語             | 2006年6月30日  | 7      | 2009年11月16日停止運作 |
| 日本語           | 2006年8月31日  | 4+1    |                        |
| 瑞典語           | 2006年10月4日  | 4+1    |                        |
| 希臘語           | 2007年1月5日   | 9+1    |                        |
| 捷克語           | 2007年7月12日  | 16+1   |                        |
| 斯洛伐克語       |                | 4      |                        |
| 羅馬尼亞語       | 2007年6月5日   | 12+1   |                        |

## 高速伺服器
一些伺服器是高速伺服器。通常的高速伺服器是2倍速。也有更高的5倍速的伺服器。高速伺服器的倍速設定，反映在遊戲中便是對遊戲世界的時間的簡單加速。比如對於2倍速的伺服器，資源產量會變成兩倍，造船速度會變成兩倍。而同樣距離下，船隻飛行所需要的時間會減半。與時間無關的參數就不會有變化。比如建筑與船隻的造價，艦隊飛行時的燃料消費均不會有變化。由於伺服器速度更快，這些伺服器中的遊戲競爭通常將更加激烈。

## 外部連結
- 臺灣官方網站（页面存档备份，存于）
- （英文）英國官方網站（页面存档备份，存于）
- （德文）德國官方網站（页面存档备份，存于）